# Kammerwahl 2018
- Lénk: 2
- LSAP: 10
- Gréng: 9
- Pirate: 2
- DP: 12
- CSV: 21
- ADR: 4

Die 24. Kammerwahl (luxemburgisch Chamberwal) in Luxemburg fand am 14. Oktober 2018 statt. Die 60 Mitglieder der Abgeordnetenkammer wurden für fünf Jahre neu gewählt.
Während die ADR zum ersten Mal seit 1999 Stimmengewinne verzeichnen konnte und die Piraten zum ersten Mal in ihrer Geschichte ins Parlament kamen, erzielte die CSV ihr schlechtestes Ergebnis überhaupt (auch wenn man ihre Vorgängerpartei die Rietspartei (PD) beachtet) und die LSAP ihr schlechtestes Ergebnis seit 1925.

## Ausgangslage
Nach der Kammerwahl 2013 bildeten die sozialdemokratische Lëtzebuerger Sozialistesch Aarbechterpartei (LSAP), die liberale Demokratesch Partei (DP) und die erstmals regierenden Grünen (Déi Gréng) eine Regierungskoalition. Die Christlich Soziale Volkspartei (CSV) als stärkste Partei, die seit dem Zweiten Weltkrieg mit einer Ausnahme von 1974 bis 1979 immer regiert hatte, ging in die Opposition.

## Wahlrecht

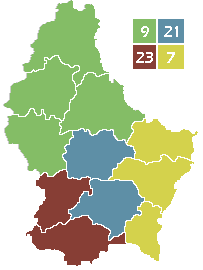
Wahlbezirke mit der Anzahl an Sitzen

Wahlpflicht besteht für alle Luxemburger ab 18 Jahren, davon ausgenommen sind Wahlberechtigte über 75 Jahren und nicht-ansässige wahlberechtigte Luxemburger.
Die Verfassung schreibt Verhältniswahl vor und legt die Einteilung des Landes in die vier Wahlbezirke Süden, Zentrum, Norden und Osten fest. Die Verteilung der insgesamt 60 Sitze auf die Wahlbezirke wird durch ein Gesetz bestimmt, das von der Kammer mit Zweidrittelmehrheit angenommen werden muss.
| Wahlbezirk | Wahlbezirk | Sitze | Kantone des Wahlbezirks                      |
|            | Süden      | 23    | Capellen und Esch/Alzette                    |
|            | Zentrum    | 21    | Luxemburg und Mersch                         |
|            | Norden     | 9     | Clerf, Diekirch, Redingen, Vianden und Wiltz |
|            | Osten      | 7     | Echternach, Grevenmacher und Remich          |

Die Sitze werden ohne Sperrklausel nach dem D’Hondt-Verfahren verteilt. Die Wähler haben so viele Stimmen, wie im Wahlkreis Abgeordnete zu wählen sind. Sie können maximal zwei Stimmen demselben Kandidaten geben. Innerhalb der Liste werden die Sitze mit den stimmenstärksten Bewerbern besetzt.

## Ergebnisse

Stimmenstärkste Parteien nach Gemeinden

Wahlberechtigt waren 259.887 Personen, wovon 233.014 (89,7 %) ihre Stimme abgaben, darunter 38.276 per Briefwahl. Die Ergebnisse nach Wahlkreisen:
|                     | Wahlbezirk Süden | Wahlbezirk Süden | Wahlbezirk Süden | Wahlbezirk Osten | Wahlbezirk Osten | Wahlbezirk Osten | Wahlbezirk Zentrum | Wahlbezirk Zentrum | Wahlbezirk Zentrum | Wahlbezirk Norden | Wahlbezirk Norden | Wahlbezirk Norden | Luxemburg insgesamt | Luxemburg insgesamt | Luxemburg insgesamt | Luxemburg insgesamt |
| Anzahl              | %                | Sitze            | Anzahl           | %                | Sitze            | Anzahl           | %                  | Sitze              | Anzahl             | %                 | Sitze             | Anzahl            | % unge- wichtet     | % ge- wichtet *     | Sitze (+/− zu 2013) |                     |
| ------------------- | ---------------- | ---------------- | ---------------- | ---------------- | ---------------- | ---------------- | ------------------ | ------------------ | ------------------ | ----------------- | ----------------- | ----------------- | ------------------- | ------------------- | ------------------- | ------------------- |
| Wahlberechtigte     | 103.083          |                  |                  | 36.595           |                  |                  | 72.986             |                    |                    | 47.223            |                   |                   | 259.887             |                     |                     |                     |
| Wähler              | 92.879           | 90,1             |                  | 33.316           | 91,0             |                  | 63.488             | 87,0               |                    | 43.293            | 91,7              |                   | 232.976             | 89,65               |                     |                     |
| Gültige Stimmzettel | 85.266           | 91,8             |                  | 31.351           | 94,1             |                  | 59.218             | 93,3               |                    | 40.189            | 92,8              |                   | 216.024             | 92,72               |                     |                     |
| Gültige Stimmen     | 1.814.971        |                  |                  | 211.381          |                  |                  | 1.158.948          |                    |                    | 344.537           |                   |                   | 3.529.837           |                     |                     |                     |
| Sitze insgesamt     |                  |                  | 23               |                  |                  | 7                |                    |                    | 21                 |                   |                   | 9                 |                     |                     |                     | 60                  |
|                     |                  |                  |                  |                  |                  |                  |                    |                    |                    |                   |                   |                   |                     |                     |                     |                     |
| CSV                 | 488.448          | 26,9             | 7                | 62.156           | 29,4             | 3                | 337.689            | 29,1               | 7                  | 111.067           | 32,2              | 4                 | 999.360             | 28,31               | 28,90               | 21 (−2)             |
| DP                  | 214.216          | 11,8             | 3                | 43.677           | 20,7             | 2                | 280.143            | 24,2               | 5                  | 59.039            | 17,1              | 2                 | 597.075             | 16,92               | 17,50               | 12 (−1)             |
| LSAP                | 403.400          | 22,2             | 6                | 27.222           | 12,9             | 1                | 135.967            | 11,7               | 2                  | 54.632            | 15,9              | 1                 | 621.221             | 17,60               | 16,77               | 10 (−3)             |
| Déi Gréng           | 266.464          | 14,7             | 3                | 34.930           | 16,5             | 1                | 187.797            | 16,2               | 4                  | 44.728            | 13,0              | 1                 | 533.919             | 15,13               | 15,05               | 9 (+3)              |
| ADR                 | 159.199          | 8,8              | 2                | 20.255           | 9,6              |                  | 79.159             | 6,8                | 1                  | 33.751            | 9,8               | 1                 | 292.364             | 8,28                | 8,56                | 4 (+1)              |
| PPLU                | 126.830          | 7,0              | 1                | 14.761           | 7,0              |                  | 59.539             | 5,1                | 1                  | 26.421            | 7,7               |                   | 227.551             | 6,45                | 6,61                | 2 (+2)              |
| Déi Lénk            | 108.189          | 6,0              | 1                | 6.984            | 3,3              |                  | 66.253             | 5,7                | 1                  | 12.165            | 3,5               |                   | 193.591             | 5,48                | 5,04                | 2 (±0)              |
| KPL                 | 32.334           | 1,8              |                  | 1.396            | 0,7              |                  | 8.448              | 0,7                |                    | 2.734             | 0,8               |                   | 44.912              | 1,27                | 1,14                |                     |
| Demokratie          | 6.375            | 0,4              |                  |                  |                  |                  | 3.953              | 0,3                |                    |                   |                   |                   | 10.328              | 0,29                | 0,23                |                     |
| déi Konservativ     | 9.516            | 0,5              |                  |                  |                  |                  |                    |                    |                    |                   |                   |                   | 9.516               | 0,27                | 0,20                |                     |

Zu den Gewählten siehe die Liste der Mitglieder der luxemburgischen Abgeordnetenkammer (2018–2023)

## Nach der Wahl
Vor der Wahl verfügten die drei bisherigen Regierungsparteien LSAP, DP und dei Gréng über 32 Mandate. Nach der Wahl waren es noch 31. Hauptgewinner der Wahl waren die Grünen (déi Gréng), Hauptverlierer die CSV und die sozialdemokratische LSAP.
Am 16. Oktober 2018 wurde der amtierende Premierminister Xavier Bettel (DP) mit der neuen Regierungsbildung betraut. Am 3. Dezember einigten sich DP, LSAP und Grüne auf die Fortsetzung der Koalition. Vereinbart wurden unter anderem eine Verkürzung der Arbeitszeit über die Gewährung eines zusätzlichen Urlaubstages sowie die Einführung des Europatags als zusätzlicher Feiertag, eine Erhöhung des Mindestlohns, die Beibehaltung der automatischen Anpassung des Lohnniveaus an die Lebenshaltungskosten, der Ausbau des öffentlichen Personennahverkehrs bei gleichzeitiger Senkung der Pendlerpauschale, die Freigabe von Cannabis, ein Verbot des Unkrautvernichters Glyphosat, sowie die Schaffung bezahlbaren Wohnraums. Die neue Regierung wurde am 5. Dezember 2018 vereidigt.